# Alain Mattheeuws
 (mars 2014).
Si vous disposez d'ouvrages ou d'articles de référence ou si vous connaissez des sites web de qualité traitant du thème abordé ici, merci de compléter l'article en donnant les références utiles à sa vérifiabilité et en les liant à la section « Notes et références ».
Alain Mattheeuws, né en 1952, est un prêtre jésuite belge. 

## Biographie
Alain Mattheeuws est né le 21 juin 1952 à Kinshasa (Congo), il est de nationalité belge. Entré dans la compagne de Jésus (jésuites) en 1973, Il y a été ordonné prêtre en 1985. 
Biologiste de formation, il est licencié en théologie morale (Université Grégorienne à Rome en 1987). Il est docteur en théologie morale de l’Institut Catholique de Toulouse sous la direction de Mgr J-L Bruguès. 
Il est actuellement professeur ordinaire de théologie morale et sacramentaire à la Faculté de théologie de la Compagnie de Jésus à Bruxelles (IET ou Institut d'études théologiques). Il est aussi professeur invité à la Faculté Notre-Dame à Paris (Bernardins) et dans d’autres lieux de formation ecclésiale.
Il a été expert au Synode sur l’Eucharistie (2005). Par ailleurs, il est membre du conseil et du comité de la Nouvelle Revue Théologique (NRT), membre correspondant de l’Académie Pontificale pour la vie (Rome). Il est supérieur de la communauté Saint-Robert Bellarmin à Bruxelles.

## Œuvres
1981
- Analyse histologique des testicules de gardons (rutilus rutilus) et de l’impact des différences thermiques sur la reproduction de ce poisson, 1977. Travail de licence poursuivi au Laboratoire d'écologie des eaux-douces, dans le cadre d’un programme de surveillance de la centrale nucléaire de Tihange. Reprise et publication d’un article à ce sujet dans Hydrobiologia no 85, 1981, p. 271-282.

1982
- Étude de la biologie des espèces de poissons du rio San Pedro et de sa zone d’inondation en vue de leur adaptation en pisciculture semi-intensive. Publication des résultats de la recherche par le Laboratoire d’écologie des eaux-douces et la FUCID (FNDP, Namur). En parallèle avec cette publication scientifique, relation officielle de l’ensemble des travaux effectués par l’équipe de Développement intégré FUCID-INIREB : projet de développement intégré à San Pedro, Namur, FUCID, 1982.

1983
- Traduction résumée de l’article de José M. Guerrero, « Exigencias de la Opción por los Pobres », Mensaje,1982, p. 103-110, sous le titre « Exigences de l’option pour les pauvres : un défi pour la vie de l’Église d’Amérique latine », dans VC, 1983-6, p. 345-359.

1988
- « L’enfant est un don : présentation de l'instruction Donum Vitae », dans La foi et le temps, XVIII, 1988-2, p. 114-139.

1989
- Biologia de los peces del rio San Pedro en vista de determinar su potencial para la piscicultura, Xalapa, INIREB, 1989. Traduction espagnole de l’édition française de la FUCID, (cf. 1982).
- « De la Bible à Humanae Vitae : les catéchèses de Jean-Paul II », dans NRT, no 111, 1989, p. 228-248.
- « A proposito di unione e procreazione nel matrimonio », dans La Civiltà Cattolica, I, 1989, p. 339-352.
- Union et procréation : développements de la doctrine des fins du mariage. Préface du Cardinal G. Danneels, Paris, Cerf, 1989, 286 p.

1990
- Animation à la foi, Namur, Fidélité, 1990, 48 p.; Livret ou Vade-mecum pour un chef de patrouille ou un aîné quant à son rôle dans la transmission de la foi selon l’idéal scout.
- La foi ? : c’est ma responsabilité, Namur, Fidélité, 1990, 32 p.
- Dix minutes de silence, Namur, Fidélité, 1990, 60 p. Recueil de textes de réflexions et de pensées.
- Unión y Procreación. Evolución de la doctrina de los fines del matrimonio, Madrid, PPC, 1990, 236 p. Traduction espagnole du livre « Union et procréation » paru en 1989.

1991
- La prière scoute, commentaires et explications, Bruxelles, 35e Unité scoute Saint-Michel, 1991, 26 p.

1992
- Bibliographie du Père Jean-Marie Hennaux, s.j., Bruxelles, 1992, 23 p.

1993
- « L’homme et la femme : ensemble en Dieu », dans Carmel, 67, 1993-1, p. 20-36.

1994
- Bibliographie du Père Jean-Marie Hennaux, s.j., Bruxelles, 1994, 31 p.

1996
- « Les dons du mariage », dans NRT, 118, 1996-2, p. 219-236.
- Les « dons » du mariage : recherche de théologie morale et sacramentelle, Bruxelles, Culture et vérité, 1996, 677 p.
- La foi est une aventure, Namur, Fidélité, 1996, 32 p.
- « Le rythme de la prière personnelle », dans Fidélité, 1996-3, p. 4-7.
- « La sainteté du mariage », dans Beauté de la personne humaine : la lumière de Vatican II : trente ans après. Préface du Cardinal J.-M. Lustiger, coll. « Cahiers de l’École cathédrale », Paris, Mame, 1996, p. 77-97.
- « La direction spirituelle : un chemin, une direction, une mission », dans La lettre du séminaire de Paris, 1996-8, p. 2-5.

1997
- « La direction spirituelle : un chemin, une direction, une mission », dans VC, 1997-1, p. 8-28.
- Les origines de la vie : quelques repères bioéthiques, coll. « Cahiers de l’École cathédrale », Paris, Mame/Cerp, 1997, 104 p.

1998
- « L’accompagnement spirituel » (dossier), dans Vocations (Île-de-France), 124, 1998, p. 9-22.
- « De geestelijke begeleiding », inédit, 1999. Traduction néerlandaise du dossier paru dans Vocations, 124, 1998, p. 9-22.
- « Laissez-vous conduire », dans Le Bulletin catholique du Diocèse de Montauban, 1998-9, p. 130-132. Article tiré du dossier « L’accompagnement spirituel » paru dans Vocations, 124.
- « Accompagner sur son chemin celui que Dieu appelle », dans VC, 1998-6, p. 387-395.
- « Vocazione cristiana alla santità dell’amore coniugale », dans Morale coniugale e sacramento della penitenza. Riflessioni sul « Vademecum per i confessori », Città del Vaticano, Libreria Editrice Vaticana, 1998, p. 23-37. Version française du même article, inédit, 1998, 13 p.
- « Au carrefour de l’espérance et de la vie : la femme dans Evangelium vitae », dans VC, 1998-5, p. 305-319.
- « La dirección espiritual. Un camino, una dirección, una misión », dans Selecciones de teología, 146, 1998, p. 152-160. Traduction espagnole et résumé d’A. Bono de l’article paru dans VC, 1997-1, p. 8-28.
- « Vocations ? : fécondité et stérilité de la vie consacrée », dans VC, 1998-1/2, p. 100-113.
- « Aux origines de l’amour : un Dieu créateur », dans Sanctifier, 1998-1, p. 14-21.
- La fe es una aventura, coll. « Semillas » 7, México, Obra nacional de la buena prensa, 1998, 40 p. Traduction espagnole de La foi est une aventure paru en 1996.

1999
- « Les dons du mariage » (reprise de l’article publié dans NRT, 118, 1996, p. 219-236), dans Monitor ecclesiasticus, vol. CXXIV, séries XXXIV, 1999-I, p. 197-214.
- En collab. avec A. Chapelle et J.-M. Hennaux, « La production d’embryons humains pour la recherche », dans La Libre Belgique, 2 février 1999, p. 17.
- « La mission de la famille », dans Dieu appelle en Lot-et-Garonne, 2, 1999, p. 4.
- « L’acte conjugal : carrefour d’un dialogue délicat (I) », dans Pâque nouvelle, 1999-3, p. 34-39.
- « L’acte conjugal : carrefour d’un dialogue délicat (II) », dans Pâque nouvelle, 1999-4, p. 14-20.
- « Le sacrement de mariage », dans NRT, 121, 1999, p. 595-611.
- « Prier pour toutes les vocations », « L’accompagnement des vocations sacerdotales, religieuses et missionnaires », et « À la suite du Bon Berger », dans Fidélité, 1999-11, 2e, 3e et 4e de couverture.
- « Amour et responsabilité devant la transmission d’une maladie héréditaire », dans Ombres et lumière, no 127, 1999, p. 24-29.
- « Aimer l’Église » (interview), dans Bonne nouvelle, no 216, 1999, p. 6-8.

2000
- « L’accompagnement des vocations sacerdotales, religieuses et missionnaires », dans Dieu appelle en Lot-et-Garonne, no 6, 2000, p. 4.
- « Famille et vie chrétienne », dans Bonne nouvelle, no 129, 2000, p. 10-12.
- « La direction spirituelle au séminaire : un art de vivre l’aventure spirituelle », dans Seminarium, A. XL., 2000, no 4, p. 807-840.
- « L’accompagnement des vocations sacerdotales, religieuses et missionnaires », dans Communion de prière pour les vocations, no 17, 2000, p. 10.
- « L’enfant est un don » dans A. Chapelle, J.-M. Hennaux, A. Mattheeuws, « Donum Vitae ». Texte et commentaires, Bruxelles, IET, 2000, p. 2-18.
- « Sens du corps et significations de la continence », dans VC, 2000-2, p. 163-181.

2001
- « Le mystère de la conscience », dans Pâque nouvelle, 4, 2001, p. 28-36.
- « Le don à l’origine : une lecture de la création par Jean-Paul II », dans Tychique, 150, 2001, p. 57-67.
- « Le don à l’origine : une lecture de la création par Jean-Paul II », dans Le meilleur est pour la fin, supplément à Tychique, 2001, p. 137-147.
- « Conduits par l’Esprit : propos recueillis par R. de Dinechin », dans Vocations, 143, 2001, p. 13.
- « Seigneur, Tu me connais… » Méditation du Psaume 139 (138), dans Vie consacrée, 4, 2001, p. 267-277
- « Franchise et pureté : chemins du bel amour », dans Azimuth, no 46, 2001, p. 4.

2002
- « Conduits par l’Esprit Saint : l'accompagnement spirituel », préface de Mgr P. d’Ornellas, Cahiers de l'École cathédrale, no 52, Paris, Parole et Silence, 2002.
- « Se décider à servir : quelques conseils aux jeunes », dans Bonne nouvelle, 141, 2002, p. 13-15.
- « L’impuissance de la parole », dans Vie consacrée, 1, 2002, p. 50-56.
- « L’accompagnement spirituel : propos recueillis par P. de Sinety », dans Paris Notre-Dame, 942, 2002, p. 10.

2003
- Guide Totus des fiançailles, Paris, éd. du Jubilé, 2003, 147 p.
- « Znaczenie ciala i wstrzemiezliwosci », dans Pastores, 21-4, 2003, p. 36-49.
- « L’embryon humain, énigme et mystère », dans Pâque nouvelle, 1, 2003, p. 16-23.
- « L’embryon humain, énigme et mystère », dans Sanctifier, 1, 2003, p. 28-32.

2004
- « L’avenir de l’humanité passe par la famille », dans Sanctifier, 3, 2004, p. 23-27.
- « Tonalités nouvelles dans la théologie du sacrement du mariage » (I), dans Intams, 1, 2004, p. 48-60.
- « L’Église et l’homosexualité : débats et interview par I. O’Neill », dans Paris Notre-Dame, 1045, 2004, p. 6-11.
- « Serviteurs de la paternité divine », dans Comment être parents ?, Tychique, 2004, p. 54-57.
- « L’amour et la vie sont des questions de vérité », dans Bulletin de l’Association de la noblesse du Royaume de Belgique, 237, 2004, p. 70-93.
- Union y Procreacion, Evolucion de la doctrina de los fines del matrimonio, Mexico, El Arca, 2004, 228 p.
- Aimer pour se donner : le sacrement de mariage, Bruxelles, Lessius, 2004.
- « Tonalités nouvelles dans la théologie du sacrement de mariage » (II), dans Intams, 2, 2004, p. 185-197.
- « Veritatis splendor : encore et toujours un « signe des temps » ? », dans Camminare nella luce. Prospettive della teologia morale a partire da « Veritatis splendor », a cura di L. Melina - J. Noriega, Roma, Lateran University Press, 2004, p. 643-661.
- « La stérilisation est-elle une bonne chose ? (I) », dans Pâque nouvelle, 4, 2004, p. 38-43.
- « Shalom sur toi, mon frère », dans L’anneau de feu, 226, 2004, p. 2-3.

2005
- « Un triptyque de la grâce : les sacrements de l’initiation chrétienne », dans Sanctifier, 1, 2005, p. 2-6.
- « La grâce de la Confirmation », dans Sanctifier, 2, 2005, p. 8-11.
- « Je frémis sous les coups de l’ennemi » Psaume 54 », dans L’anneau de feu, 228, 2005, p. 3-5.
- « Accompagner la vie dans son dernier moment », in Cahiers de l'École cathédrale, Paris, Parole et Silence, 2005, 157 p.
- « La stérilisation est-elle une bonne chose ? (II) », dans Pâque nouvelle, 1, 2005, p. 21-28.
- « Jean-Paul II et la famille », dans Jean-Paul II. Le pape qui n’a pas eu peur, Namur, Fidélité, 2005, p. 35-37.
- « L’Eucharistie : unique trésor de l'Église », dans Sanctifier, 4, 2005, p. 13-15
- « Comment évaluer les avancées bioéthiques », dans Dimanche, 19 février 2005, p. 2
- « L’accompagnement spirituel en 8 questions : une écoute pour grandir », dans Guide du Pèlerin Ile-de-France, 2005, p. 38-44.
- « The human embryo, enigma and mystery », dans It is already now the person it will become, MEL, Bulletin 22, November, 2005, p. 9-15.
- « L’embryon humain, énigme et mystère », dans Est déjà homme, qui le sera, Cahiers MEL, 22, novembre 2005, p. 9-15.
- « El embrion humano, a la vez enigma y misterio », dans «  Ya es hombre quien lo sera », Cuadernos MEL, noviembre 2005, p. 9-15.
- « Construire l’unité de sa vie », dans Diaconat aujourd’hui, no 119, 2005, p. 16-18.
- « L’accompagnement spirituel en 8 questions », dans Tu es Petrus, 102, 2005, p. 31-36.

2006
- Préface du livre J’ai choisi de lui rester fidèle : un homme divorcé témoigne, T. Maucour, Paris, Edifa/Mame, 2006, 123 p.
- « Le synode sur l’Eucharistie : au cœur du Mystère pascal », dans Pâque nouvelle, 1, 2006, p. 18-25.
- « Se préparer au mariage », dans Famille chrétienne, no 1478, 2006, p. 68-69.
- « Destruction ou adoption des embryons congelés : quelle solution ? », dans Gèneéthique, 76, 2006.
- « Un effort récent pour renouveler la préparation au mariage », dans NRT, 128, 2006, p. 89-93.
- « Une fidélité qui ouvre un chemin entre la terre et le ciel », dans Vocations, no 159, 2006, p. 17-19.
- Union et procréation : développements de la doctrine des fins du mariage, Paris, Cerf, 2006, 307 p. Édition révisée et augmentée.
- Préface du livre de O. Bonnewijn, Éthique sexuelle et familiale, Paris, Ed. de l’Emmanuel, 2006, p. 7-11.
- « Le vivant, lui seul, te loue, comme moi aujourd’hui » (Is 38,19), Evangelium vitae, une prophétie pour notre temps », dans Lo spendore della vita : Vangelo, scienza ed etica. Prospettive della bioetica a dieci anni da Evangelium vitae, a cura di L. Melina, E. Sgreccia, S. Kampowski, Roma, LEV, 2006, p. 433-450.

2007
- Une vie pour la Vie : une morale de la communion des personnes, Roger Troisfontaines, Bruxelles, Lessius, 2007, 353 p.
- « Abstinence et acte conjugal », dans Dictionnaire du corps, sous la direction de M. Marzano, Paris, PUF, 2007, p. 4-8.
- Guide de lecture de Sacramentum Caritatis : exhortation apostolique de Benoît XVI, préface du Cardinal G. Danneels, Namur, Fidélité, 2007, 166 p.
- « A chacun sa vérité », dans Qu’est-ce que la Vérité ?, Conférences Notre-Dame de Paris, carême 2007, in Parole et silence, Paris, 2007, p. 133-144.
- Préface du livre de Mulombe S. Muyengo, Seigneur : apprends-nous à prier, Kinshasa, Médiaspaul, 2007.

2008
- « Le généticien et le théologien se penchent sur les débuts de la vie », dans Dossier de l'Église en Ille-et-Vilaine, no 131, 2008, p. 6.
- « Une vie pour la vie ». Le Père Roger Troisfontaines, Interview dans Acta Medica Catholica, vol. 77, no 2, 2008, p. 44-46.
- « L’homosexualité à l’épreuve du don dans le mariage et la parenté », dans T. Anatrella (sous la direction de), La tentation de Capoue : anthropologie du mariage et de la filiation, Paris, Cujas, 2008, p. 179-218.
- « L’actualité d’Humanae vitæ », interview dans Zenit, 2 octobre 2008, 6 pages.
- « L’accompagnement spirituel », extrait de Guide du Pèlerin ; Ile-de-France, XXIIe Journées mondiales de la jeunesse – Sydney, 10-20 juillet 2008, p. 196-202.
- « Marie, don mutuel et sacrement », dans Vie thérésienne, no 191, juillet-août-septembre 2008, p. 241-255.
- « Un appel éthique dès l’origine. Approche théologique », dans Documents Épiscopat no 6 (2008) 22 p.
- « Morceaux choisis de la conférence à Lourdes », dans L’anneau de feu, no 268, octobre 2008, p. 4-22.
- « L’avenir de l’humanité passe par la famille », dans NRT, 130/4, 2008, p. 719-739.
- « Matrimonio, don mutuo y sacramento », dans Stromata, no 11, 6, enero-junio 2008, p. 29-44.
- « Comme cet enfant… Jésus », dans La Libre Belgique, 16 décembre 2008, p. 27.
- « The theology of gift as source, mystery, and goal of marital spirituality », in Th. Knieps-Port Le Roi and M. Sandor, Companion to marital spirituality, Leuven, Peeters, 2008, p. 213-227.

2009
- « Una riflessione teologica sul Bene comune », dans Ripensare il bene comune, a cura di G. Richi Alberti, Marcianum Press, 2009, p. 75-118.
- « Comme cet enfant… Jésus », dans la revue Servir, 115, janvier 2009, p. 3-5.
- « L’accompagnement spirituel », dans Dieu t’appelle à être saint, Centre national des vocations, 2/33, 2009, p. 14-17.
- « L’homme n’est pas aliéné : il est habité », dans Anthropologies du monde et pensée chrétienne : quelles visions de l’homme aujourd’hui ?, Colloque de la Chaire des Bernardins, les 21 et 22 novembre 2008, Paris, Parole et Silence, 2009, p. 23-40.
- « Soyez compatissants, animés d’un amour fraternel, miséricordieux, humbles » (1 P 3,8). Accueil de situations relevant de la morale familiale et sexuelle, dans Témoins de la miséricorde. Le ministère pastoral de la réconciliation, Paris, Cerf/Service National de Pastorale Liturgique et Sacramentelle, Guides « Célébrer », 2009, p. 135-160.
- « L’enjeu de la conjugalité dans l’instruction Dignitas personae », dans G. Russo (ed.), Dignitas personae. Commenti all’Istruzione sulla bioetica, Messina, Scualo Superiore di Specializzazione in bioetica e Sessuologia, 2009, p. 95-106.
- « Embryonaal lichaam verwijst naar mysterie van mens », dans Tertio, 23 septembre 2009, p. 4.
- « Czas oczyszcezenia Kosciola », dans Pastores, 45,  no 4, 2009, p. 29-40 ; (Fragments du livre Conduits par l’Esprit Saint : l’accompagnement spirituel).
- Vite, réponds-moi Seigneur : l’accompagnement spirituel, Namur, Fidélité, 2009, 142 p.
- « Gli inizi della vita umana : un appello etico fin dall’origine », dans RTM, 2009, 164, p. 585-606.